# Vandergrift
Vandergrift é um distrito localizado no estado norte-americano de Pensilvânia, no Condado de Westmoreland.

## Demografia
Segundo o censo norte-americano de 2000, a sua população era de 5455 habitantes.
Em 2006, foi estimada uma população de 5131, um decréscimo de 324 (-5.9%).

## Geografia
De acordo com o United States Census Bureau tem uma área de
3,4 km², dos quais 3,2 km² cobertos por terra e 0,2 km² cobertos por água. Vandergrift localiza-se a aproximadamente 416 m acima do nível do mar.

## Localidades na vizinhança
O diagrama seguinte representa as localidades num raio de 4 km ao redor de Vandergrift.